# 1648 en littérature
| Années de la littérature : 1645 - 1646 - 1647 - 1648 - 1649 - 1650 - 1651    |
| Décennies de la littérature : 1610 - 1620 - 1630 - 1640 - 1650 - 1660 - 1670 |

Cet article présente les faits marquants de l'année 1648 en littérature.

## Événements
- 16 avril : René Descartes reçoit la visite à Egmond de Frans Burman (nl), étudiant en théologie à l' Université de Leyde, qui souhaite obtenir des éclaircissements sur plus de soixante-dix extraits de ses principales œuvres publiées (Méditations métaphysiques, Principes de la philosophie, Discours de la méthode). Dans le manuscrit de l'Entretien avec Burman  Descartes s'efforce de préciser les thèses sur lesquelles il est interrogé[1].

- 9 juin : le poète anglais Richard Lovelace est de nouveau arrêté et ses biens sont séquestrés, probablement pour son implication dans le soulèvement royaliste du Kent. Incarcéré dans la prison de Petre House à Aldersgate, il assemble son poème Lucasta ; il est libéré le 10 avril 1649[2].

- Septembre : Bossuet écrit sa Méditation sur la brièveté de la vie[3].

- Querelle des jobelins et des uranistes : querelle littéraire opposant les admirateurs du Sonnet de Job d'Isaac de Benserade, les « Jobelins », à ceux du sonnet Sonnet d'Uranie de Vincent Voiture, les « Uranistes »[4].

- Le dignitaire ecclésiastique Zaya Pandita Namkhai Jamtso (1599-1662) donne aux Oïrats un alphabet, le Todo bitchig variante de l’alphabet ouïghour-mongol. Namkhai Jamtso traduit de nombreux ouvrages bouddhiques tibétains[5].
- Le roi Frédéric III fonde la bibliothèque royale de Copenhague au Danemark[6].

## Parutions
- 7 janvier : imprimatur accordé à l'ouvrage de Baltasar Gracián, Agudeza y Arte de ingenio : en que se explican todos los modos y diferencias de concetos, con exemplares escogidos de todo lo más bien dicho, asi sacro como humano, Huesca, Juan Nogués, 1647 (présentation en ligne) (« Finesse et art de l’esprit »), version remanié du traité de théorie esthétique publié à Madrid en 1642.
- 29 février : achevé d’imprimer[7] du premier volume de la parodie burlesque de la poésie héroïque de Paul Scarron, Le Virgile travesti, Paris, Toussainct Quinet, 1648 (présentation en ligne) ; le second volume sort le 25 juin, suivit par six autres de 1649 à 1652.

- 15 mars : achevé d’imprimer du roman de Charles Sorel, Polyandre : histoire comique, Paris, Augustin Courbé, 1648 (présentation en ligne)

- L’imprimerie de Moscou publie la grammaire slavonne de Mélétius Smotritski (de), d’après l’édition de Vilna de 1619[8].

- Vie de Saint Bernard de Antoine Lemaistre, publiée à Paris chez Vitré sous le pseudonyme de Lamy[9].

- Cyrano de Bergerac termine son roman L’Autre monde ou les États et empires de la Lune, qui circule sous forme de manuscrit. Il est publié dans une version expurgée en 1657 par son ami Henry Le Bret sous le titre Histoire comique des États et Empires de la Lune[10].

- Robert Herrick, Hesperides (en), Londres, John Williams and Francis Eglesfield, 1648 (présentation en ligne), recueil de poèmes.
- Francisco López de Zárate, Poema heroico de la invencion de la Cruz : por el Emperador Constantino Magno, Madrid, Francisco Garcia, 1648 (présentation en ligne).

## Décès
- 26 mai : Vincent Voiture, poète et prosateur français (né en 1597).